# Tillandsia recurvispica
Tillandsia recurvispica là một loài thuộc chi Tillandsia. Đây là loài đặc hữu của Bolivia.